# تفجير حافلة أفيفيم المدرسية
تفجير حافلة مدرسة أفيفيم هو هجوم مسلح على حافلة مدرسية إسرائيلية في 22 مايو 1970، قُتل فيه 12 مدنيًا، منهم 9 أطفال، وجُرح 25 شخصًا، توفي أحدهم متأثرًا بجراح أصيب بها في الهجوم بعد 44 عامًا. ووقع الهجوم على الطريق المؤدي إلى موشاف أفيفيم بالقرب من حدود إسرائيل مع لبنان، و حيث تم إطلاق قذيفتين صاروخيتين على الحافلة. كان الهجوم من أوائل الهجمات التي نفذتها الجبهة الشعبية لتحرير فلسطين - القيادة العامة.

## الهجوم
غادرت الحافلة في وقت مبكر صباحًا من أفيفيم متجهة بركابها إلى مدرستين محليتين. وقد تم استكشاف هذا الطريق من قبل الفدائيين، الذين يُعتقد أنهم تسللوا من لبنان، وتم نصب كمين لهم، وأثناء مرور الحافلة، تعرضت لهجوم كثيف بإطلاق النار من جانبي الطريق بعد عشر دقائق من مغادرتها أفيفيم. كان السائق من بين الذين أصيبوا في القصف الأولي، وكذلك الشخصين البالغين الآخرين على متن الحافلة، وقُتل الثلاثة عندما اصطدمت الحافلة بأحد السدود بينما واصل المهاجمون إطلاق النار على السيارة. لم يتم القبض على المهاجمين قط.[بحاجة لمصدر]</link>

### الوفيات
تم دفن الأطفال، الذين كانوا من الصف الأول حتى الثالث، في قطعة أرض خاصة في صفد، ويوجد نصب تذكاري لإحياء ذكرى ضحايا الهجوم في وسط الموشاف.
| - إستر أفيكزر, 23 - يهودا أوهايون، 10 - يافا بطيتو، 8 - ميمون بيطون، 7 - حبيبة بيطون, 7 - حنا بيطون، 8 | - شمعون بيطون، 9 - شولاميت بيطون، 9 - مخلوف بيطون، 28 - أليزا بيريتس، 14 - رامي يركوني، 29 - شمعون أزران، 35 |

توفيت ليا ريفيفو، التي نجت من الهجوم وهي في التاسعة من عمرها، في عام 2014 عن عمر يناهز 52 عامًا بسبب عدوى ناجمة عن شظية استقرت في دماغها نتيجة للهجوم.

## ما بعد الهجوم
ردت إسرائيل على الهجوم بقصف أربع قرى لبنانية، مما أسفر عن مقتل 20 شخصا وإصابة 40 آخرين، ودفع الآلاف من سكان جنوب لبنان إلى الفرار شمالًا،  وهذا بدوره قدم أحد الدوافع لعمليات اختطاف داوسون فيلد في 6 سبتمبر 1970 كما بدأ الجيش الإسرائيلي في القيام بدوريات منتظمة داخل جنوب لبنان بعد المذبحة.

## أنظر أيضا
- قائمة المجازر الإسرائيلية في فلسطين